# Lorenzo Barili
Lorenzo Barili (Ancona, 1 de dezembro de 1801 - Roma, 8 de março de 1875) foi um diplomata e cardeal italiano da Igreja Católica, prefeito da Sagrada Congregação de Indulgências e Sagradas Relíquias.

## Biografia
Estudou no Seminário de Ancona, no Almo Collegio Capranica, no Collegio Romano, no Pontifício Seminário Romano e no Pontifício Ateneu Romano "Santo Apolinário" (doutorado em filosofia e teologia), em Roma.
Foi ordenado padre em 2 de setembro de 1827, por Cesare Nembrini Pironi Gonzaga, bispo de Ancona e Numana. Em Ancona, entre 1833 e 1839, foi professor de filosofia e prefeito de estudos em seu seminário, prefeito da Scuole del Ginnasio, prefeito da Biblioteca Comunal, primicerius de seu capítulo da catedral e secretário da Congregação de São Paulo. Em 1839, foi nomeado auditor da nunciatura no Reino das Duas Sicílias, onde permaneceu até 1844, quando foi nomeado auditor da nunciatura em Portugal, onde ficou até 1848.
Foi nomeado como Internúncio apostólico no Brasil em 13 de maio de 1848, mas antes de partir para o Brasil foi nomeado para uma missão especial na Suíça; contudo, a revolução romana de 1848 o reteve em Ancona, onde foi nomeado pró-vigário geral do cardeal Antonio Maria Cadolini, bispo de Ancona, entre 1848 e 1849. Foi prelado doméstico de Sua Santidade. Em 26 de maio de 1851, tornou-se delegado apostólico na Nova Granada e, embora as relações diplomáticas tenham sido rompidas em 21 de setembro de 1853, ele permaneceu no cargo até o final de 1856. Este cargo também tinha jurisdição sobre Venezuela, Equador, Peru, Bolívia, Argentina e Chile.
Foi nomeado pelo Papa Pio IX como arcebispo titular de Tianæ em 3 de agosto de 1857, sendo consagrado em 1 de novembro, no Duomo di Ancona, pelo cardeal Giovanni Brunelli, bispo de Osimo e Cingoli, assistido por Antonio Benedetto Antonucci, arcebispo ad personam de Ancona e Numana e por Giovanni Francesco Magnani, bispo de Recanati e Loreto.
Em 13 de novembro de 1857, foi nomeado núncio apostólico na Espanha. Foi nomeado Assistente no Trono Pontifício, em 26 de janeiro de 1858.
Foi criado cardeal pelo Papa Pio IX no consistório de 13 de março de 1868, recebendo o barrete vermelho e o título de cardeal-presbítero de Santa Inês Fora das Muralhas em 24 de setembro do mesmo ano.
Participou do Concílio Vaticano I, entre 1869 e 1870. Foi nomeado Prefeito da Sagrada Congregação de Indulgências e Relíquias Sagradas, em 6 de setembro de 1872.
Morreu em 8 de março de 1875, em Roma, após uma longa e dolorosa doença incurável. Velado na igreja de Sant'Agnese in Agone, em Roma; a missa fúnebre foi celebrada por Edward Henry Howard, arcipreste da Basílica de São Pedro, em 12 de março de 1875. Foi sepultado temporariamente no cemitério Campo di Verano, em Roma. Seu corpo foi transferido para Ancona em 8 de março de 1878.